# Endurance Glacier (glaciär i Antarktis, lat -61,17, long -55,18)
Endurance Glacier är en glaciär i Antarktis. Den ligger i Sydshetlandsöarna. Argentina, Chile och Storbritannien gör anspråk på området. Endurance Glacier ligger 303 meter över havet.
Terrängen runt Endurance Glacier är kuperad åt sydost, men åt nordväst är den platt. Trakten är obefolkad. Det finns inga samhällen i närheten. 